# Руда-Велика
Руда-Велика (пол. Ruda Wielka) — село в Польщі, у гміні Вежбиця Радомського повіту Мазовецького воєводства.
Населення — 1387 осіб (2011).
У 1975-1998 роках село належало до Радомського воєводства.

## Демографія
Демографічна структура станом на 31 березня 2011 року:
|          | Загалом | Допрацездатний вік | Працездатний вік | Постпрацездатний вік |
| -------- | ------- | ------------------ | ---------------- | -------------------- |
| Чоловіки | 696     | 159                | 494              | 43                   |
| Жінки    | 691     | 158                | 415              | 118                  |
| Разом    | 1387    | 317                | 909              | 161                  |